# Radosław Drapała
Radosław Drapała (ur. 3 marca 1986) – polski lekkoatleta, sprinter, fizjoterapeuta kadry Polski w Lekkiej Atletyce współpraca m.in. z Mistrzem Świata Pawłem Wojciechowskim.

## Życiorys
Z reprezentacją Polski był m.in. na Mistrzostwach świata Juniorów Młodszych w Doniecku 2013r. Uczestnik Mistrzostwach Europy Juniorów w Rieti 2013r Włochy, Puchar Europy w Wielobojach Inowrocław Seniorów 2015.
Największym sukcesem Drapały jest srebrny medal Mistrzostw Europy Juniorów (sztafeta 4 × 100 metrów, Kowno 2005). Dwukrotny medalista mistrzostw Polski w sztafecie 4 × 100 metrów (Bydgoszcz 2006 – brąz i Poznań 2007 – srebro). Największym indywidualnym osiągnięciem Drapały jest srebrny medal międzynarodowych mistrzostw Izraela (bieg na 100 metrów, Tel Awiw 2006).
Mąż Mariki Popowicz, także sprinterki.

## Rekordy życiowe
- bieg na 100 metrów – 10,54 (2006)
- bieg na 200 metrów – 21,48 (2006)
- bieg na 60 metrów – 6,81 (2006)